# Alfredo Silva Santiago
Alfredo Silva Santiago (* 8. September 1894 in Santiago de Chile; † 17. März 1975 ebenda) war ein chilenischer Geistlicher und römisch-katholischer Erzbischof von Concepción.

## Leben
Alfredo Silva Santiago empfing am 2. Juni 1917 die Priesterweihe.
Papst Pius XI. ernannte ihn am 23. Februar 1935 zum Bischof von Temuco. Die Bischofsweihe spendete ihm der Apostolische Nuntius in Chile, Erzbischof Ettore Felici, am 28. April desselben Jahres; Mitkonsekratoren waren sein Vorgänger als Bischof von Temuco, Prudencio Contardo Ibarra CSsR, und der Bischof von Concepción, Gilberto Fuenzalida Guzmán. Die Amtseinführung im Bistum Temuco fand am 1. Juni 1935 statt.
Der Papst ernannte ihn am 4. Februar 1939 zum Bischof von Concepción; die Amtseinführung fand am 22. März Papst Pius XII. erhob das Bistum am 20. Mai 1939 zum Erzbistum und ernannte Alfredo Silva Santiago zum ersten Erzbischof. Er nahm an allen Sitzungsperioden des Zweiten Vatikanischen Konzils teil.
Papst Johannes XXIII. nahm am 27. April 1963 seinen aus Altersgründen eingereichten Rücktritt als Erzbischof von Concepción an und ernannte ihn zum Titularerzbischof von Petra in Palaestina. Aufgrund der geänderten Vergaberichtlinien verzichtete er am 4. Dezember 1970 auf seinen Titularsitz.